# Cross country
Cross country eller cross-country är en engelsk term som används bland annat för att hänvisa till verksamhet som utförs i terräng, ofta på långa sträckor, såsom längdskidåkning (cross-country skiing), terränglöpning (cross-country running) och terrängcykling (cross-country cycling).
Termen Cross Country används som modellnamn för vissa fordon, till exempel för Volvobilar som antingen är en CUV eller en SUV, det vill säga med hörge markfrigång. Cross Country förkortas av Volvo "XC". Exempel: Volvo XC70 tidigare kallad Volvo V70 XC, Volvo XC90.